# Enzo Contegno
Enzo Contegno (Lecce, 9 novembre 1927 – Lecce, 8 settembre 1984) è stato un tiratore a segno italiano.

## Biografia
Nato nel 1927 a Lecce, a 48 anni ha partecipato ai Giochi olimpici di Montréal 1976, terminando 17º nella pistola 50 m con 551 punti.
Colonnello, nel 1973 ha ricostituito la sezione U.I.T.S. di Brindisi.